# Revenue per available room
Der Revenue per available room (Abkürzung: RevPAR; deutsch „Erlös pro verfügbarer Zimmerkapazität“) ist der Anglizismus für eine betriebswirtschaftliche Kennzahl in der Hotellerie, welche die Wirtschaftlichkeit von Hotels unterschiedlicher Größe vergleichbar macht. 

## Allgemeines
Spricht man vom RevPAR, so handelt es sich hierbei um den Logiserlös pro verfügbarem Zimmer. Er kann entweder aus dem Brutto- oder Nettoerlös (Umsatzerlös) errechnet werden. Nicht die Zimmerpreise sind für das Hotelmanagement bei der Betrachtung der Wirtschaftlichkeit ausschlaggebend, sondern der {\displaystyle RevPAR}:
{\displaystyle RevPAR={\frac {\text{R}}{\text{aR}}}}.
Dabei werden die Umsatzerlöse {\displaystyle R} den verfügbaren Hotelzimmern {\displaystyle aR} gegenübergestellt. Die verfügbaren Zimmer sind die Gesamtzimmer abzüglich der nicht verfügbaren Hotelzimmer. Diese Kennzahl verbindet die Menge (Anzahl der Hotelzimmer) und den Erlös und berücksichtigt dadurch auch deren Interdependenz.

## Hintergrund
Der RevPAR ist einer von mehreren wichtigen Key Performance Indicators. Diese Schlüsselparameter unterstützen das Revenue Management sowie Hotelmanager, wichtige Entscheidungen für die Zukunft zu treffen. Sie geben außerdem Aufschluss darüber, wie die bisher eingesetzten Strategien des Hotels gewirkt haben. Die Berechnung des RevPARs setzt eine genaue Datenanalyse voraus. Der RevPAR kann aus unterschiedlichen Rechnungsperioden errechnet werden, d. h. es ist möglich, ihn aus dem Erlös eines Tages, einer Woche, eines Monats oder Jahres zu errechnen. Eine Erweiterung des RevPAR stellt der TRevPar dar, der nicht nur die Erlöse aus Logis, sondern die Gesamtumsätze betrachtet.

## Berechnung
```
Rechenweg: RevPAR = Netto-Logisumsatz : Summe verfügbarer Zimmer
Beispiel:  Ein Hotel macht an einem Tag einen Netto-Logisumsatz von 4.500 Euro bei 80 verfügbaren Zimmern, wovon 55 belegt sind.
Rechnung:  4.500 € : 80 = 56,25 €
Ergebnis:  Der Logiserlös pro verfügbarem Zimmer an diesem Tag beträgt 56,25 Euro
```

Alternativ dazu kann der RevPAR auch wie folgt errechnet werden:
```
Rechenweg: RevPAR = Belegung in % x Durchschnittspreis
```

Begründung: 
1. Die Auslastung der Zimmer (englisch Occupancy Rate, OR) wird immer in Prozent gerechnet, die Berechnung funktioniert folgendermaßen:
```
Rechenweg: OR = Summe belegter Zimmer : Summe verfügbare Zimmer
Beispiel: ein Hotel hat 80 Zimmer, davon waren 55 Zimmer belegt
Rechnung: 55 : 80 * 100 = 68,75 %  
Ergebnis: Das Hotel hat demnach eine Auslastung von 68,75 %
```

2. Die Berechnung des durchschnittlichen Zimmerpreises (englisch Average Room Rate, ARR) funktioniert folgendermaßen: 
```
Rechenweg: ARR = Logisumsatz : Summe belegter Zimmer
Beispiel:  Das Hotel macht an einem Tag einen Logisumsatz von 4.500 Euro bei 55 belegten Zimmern
Rechnung:  4.500 € : 55 = 81,80 €
Ergebnis:  Die Zimmerdurchschnittsrate beträgt 81,80 €.
```

3. Nimmt man die Formeln für {\displaystyle OR} und {\displaystyle ARR} und multipliziert sie, ergibt sich folgende Formel:
{\displaystyle RevPAR={\frac {\text{OR}}{\text{ARR}}}}.
Da sich der RevPAR aus Kapazitätsauslastung und Zimmerpreis herleitet, können diese Größen als kritische Erfolgsfaktoren eingestuft werden,

## Problem
Nicht immer kann der RevPAR als optimale Messzahl genutzt werden. Aufgrund verschiedener Hotel-Kategorien mit unterschiedlichen Preisklassen ist der RevPar nur bedingt aussagekräftig.
```
Beispiel 1 : Hotel X verfügt über 100 Zimmer, davon sind 50 Zimmer belegt mit einer Durchschnittsrate von 100 €
Rechnung:  5000€ : 100 Zimmer = 50 €
Ergebnis:  Der RevPar ist somit 50 €
```

```
Beispiel 2 : Hotel Y verfügt über 100 Zimmer, davon sind 100 Zimmer belegt mit einer Durchschnittsrate von 50 €
Rechnung:  5000€ : 100 Zimmer = 50 €
Ergebnis:  Der RevPar ist somit 50 €
```

Aus Sicht des Revenue Managements handelt Hotel Y nicht profitabel. Der Blick in die Parameter zur Berechnung des RevPAR spiegeln eine differenzierte Situation wider.
Ein weiteres Problem für die Berechnung des RevPAR liegt darin, dass keine Kosten für die Zimmernutzung und kein Erlös aus zusätzlichen Zimmerleistungen mit einfließen.

## Wirtschaftliche Aspekte
Der RevPAR bleibt gleich, wenn seine beiden Berechnungsgrundlagen entsprechend variiert werden. Ist ein Hotel zu 60 % ausgelastet, so kann der Zimmerpreis mit 75 Euro kalkuliert werden, um einen RevPAR von 45 Euro zu erzielen. Der gleiche RevPAR von 45 Euro ergibt sich, wenn bei lediglich 30 % Auslastung der Zimmerpreis auf 150 Euro verdoppelt wird. Hierdurch betreibt das Hotel im Rahmen des Ertragsmanagements eine Preisdifferenzierung, um schwankende Kapazitätsauslastungen zu nivellieren. 